# بودونویلیرز
بودونویلیرز (به فرانسوی: Baudonvilliers) یک کمون (فرانسه) در فرانسه است که در موز (فرانسه) واقع شده است. بودونویلیرز ۳٫۰۷ کیلومتر مربع مساحت دارد ۱۸۹ متر بالاتر از سطح دریا واقع شده است.